# Збірна Коморських Островів з футболу
Збірна Коморських Островів з футболу — представляє Коморські Острови на міжнародних турнірах і в товариських матчах з футболу. Організацією, яка керує і контролює збірну, є Федерація футболу Коморських Островів.
Збірна стала членом КАФ в 2003, членом ФІФА — в 2005.
Станом на 3 квітня 2025 посідає 105-e місце у рейтингу футбольних збірних світу.

## Виступи наЧемпіонатах світу
- 1930 до 2006 — не брала участі
- 2010 — 2018 — не пройшла кваліфікацію

## Виступи наКубках африканських націй
- 1957 — 2008 — не брала участі
- 2010 — 2019 — не пройшла кваліфікацію
- 2021 — 1/8 фіналу
- 2023 — не пройшла кваліфікацію